# Улан-Удэнский авиационный завод
Улан-Удэнский авиационный завод (У-УАЗ) — авиационный завод, расположенный в городе Улан-Удэ. С 2007 года входит в состав холдинга АО «Вертолёты России». До конца 2017 года АО «Вертолёты России» являлось дочерней компанией АО "Объединённая промышленная корпорация «Оборонпром», которая в свою очередь входила в состав Государственной корпорации по содействию разработке, производству и экспорту высокотехнологичной промышленной продукции «Ростех». С 28 декабря 2017 года АО «Вертолёты России» управляются напрямую Госкорпорацией «Ростех».
За более чем 80-летнюю историю существования завод изготовил более восьми тысяч летательных аппаратов.
Завод является градообразующим предприятием для посёлков Загорск и Восточный города Улан-Удэ.
Юридический и почтовый адрес: Россия, Республика Бурятия, г. Улан-Удэ, ул. Хоринская,1.
С 2014 года находится под санкциями стран Евросоюза, США, Канады, Украины и Швейцарии

## История
26 мая 1936 года было принято Постановление Совета труда и обороны СССР № 128 о строительстве двух авиаремонтных заводов в Улан-Удэ и Арсеньеве. 4 декабря 1936 года Совет труда и обороны СССР определил площадку для строительства завода в районе улуса Шеэнэстуй (бур. Шэнэhэтэ), на берегу реки Уда. Завод в Улан-Удэ получил наименование «Самолётостроительный завод номер № 99». В 1960 году завод получил открытое наименование «Улан-Удэнский машиностроительный завод», а в 1966 году сменил наименование на «Улан-Удэнский авиационный завод». В 1994 году в соответствии с Указом Президента Российской Федерации № 721 от 01.07.1992 г. и на основании распоряжения Государственного комитета Республики Бурятия по управлению государственным имуществом от 28 февраля 1994 года № 43 государственное унитарное предприятие «Улан-Удэнский авиационный завод» было преобразовано в открытое акционерное общество «Улан-Удэнский авиационный завод».
В июле 1939 года была сдана в эксплуатацию первая очередь завода. Завод начал свою деятельность с ремонта истребителей И-16 и бомбардировщиков СБ. Во время Великой Отечественной войны завод в кооперации с Иркутским авиационным заводом освоил производство фюзеляжа и оперения самолёта Пе-2, ставшего впоследствии основным фронтовым бомбардировщиком ВВС СССР. С 1943 года началось производство истребителей Ла-5, с 1944 по 1946 год — истребителей Ла-7. Эти самолёты являлись главной ударной силой истребительной авиации СССР. С 1946 года началось производство истребителей Ла-9 и Ла-9УТИ.
С переходом отечественной авиации на реактивные двигатели, поршневые истребители Лавочкина уступили место реактивным учебно-тренировочным истребителям МиГ-15УТИ разработки ОКБ Микояна. В 1950 году предприятие освоило выпуск этого самолёта со стреловидным крылом, на протяжении многих лет широко эксплуатировавшегося в ВВС СССР и других стран.
Эти годы отмечены наибольшим разнообразием линейки выпускаемых заводом летательных аппаратов. В 1956 году в истории завода началась эпоха производства вертолётов. Для авиации ВМФ СССР был освоен выпуск поршневых вертолётов соосной схемы разработки ОКБ Камова Ка-15 и Ка-18. Параллельно в 1961—1965 годах на заводе выпускались высотные самолёты-разведчики и самолёты-мишени Як-25РВ ОКБ имени Яковлева. Также в начале 1960-х годов производились крылатые ракеты морского и наземного базирования С-5 и П-5Д. В 1963 году завод освоил производство пассажирских самолётов Ан-24Б, ставших на долгие годы основой регионального гражданского воздушного флота СССР. После завершения производства вертолётов Ка-15 и Ка-18 в 1965 году на заводе начался выпуск газотурбинных палубных вертолётов Ка-25ПЛ. С 1965 по 1974 год завод изготовил и передал в войсковые части авиации Военно-морского флота 250 вертолётов Ка-25ПЛ, Ка-25Ц, Ка-25ПС, Ка-25БТ.

С 1970 года началось производство вертолётов Ми-8 ОКБ Миля. В разные годы завод выпускал следующие модификации вертолётов Ми-8: десантно-транспортный Ми-8Т, пассажирские Ми-8П и Ми-8ТП, транспортный с вооружением Ми-8ТВ, вертолёт-постановщик помехМи-8ПП, вертолёт радиоэлектронной борьбы Ми-8СМВ, вертолёт-воздушный командный пункт для командиров дивизий Ми-8ИВ (Ми-9). Выпуск различных модификаций вертолётов Ми-8 продолжался до 1991 года. Всего Улан-Удэнский авиационный завод выпустил свыше 4000 вертолётов Ми-8. 
Параллельно с производством вертолётов Ми-8 в 1977 — 1983 годах завод выпускал сверхзвуковые истребители-бомбардировщики с крылом изменяемой стреловидности МиГ-27М разработки ОКБ Микояна, а также совместно с Иркутским авиационным заводом участвовал в изготовлении и поставке документации и оснастки для организации лицензионного производства этих самолётов в Индии.
В восьмидесятые годы началось сотрудничество завода с ОКБ Сухого. В 1986 году завод начал производство самолёта Су-25УБ — учебно-боевого варианта штурмовика Су-25, производившегося на Тбилисском авиазаводе. В настоящее время штурмовики Су-25УБ состоят на вооружении Министерства обороны России и целого ряда зарубежных стран. В конце восьмидесятых годов наряду со штурмовиками Су-25УБ была построена серия палубных учебно-тренировочных самолётов Су-25УТГ. Эти самолёты поставлялись для нужд Министерства обороны СССР и России. В частности, они вошли в состав авиационной группы авианесущего крейсера «Адмирал Кузнецов». Производство самолётов Су-25УБ и Су-25УТГ было прекращено в конце 1992 года. В дальнейшем предприятие освоило производство штурмовика Су-39. Этот самолёт представляет собой глубокую модернизацию штурмовика Су-25. Был выпущен один лётный экземпляр. В 2005 году завод приступил к освоению производства самолёта Су-25УБМ, созданного в качестве учебно-боевого варианта модернизированного штурмовика Су-25СМ. Был построен один опытный экземпляр, который был представлен на авиасалоне MAKS-2007. В 2011 году был завершён первый этап государственных совместных испытаний (ГСИ) самолёта. Серийное производство как Су-39, так и Су-25УБМ на настоящий момент не развёрнуто из-за отсутствия госзаказа.
Начиная с 1989 года завод в инициативном порядке начал освоение производства вертолёта Ми-8АМТ, разработанного специалистами Казанского филиала № 1 ОКБ им. Миля на базе вертолёта Ми-8МТ. Вертолёт Ми-8АМТ и его модификации по сей день составляют основу производства Улан-Удэнского авиационного завода. Модификациями вертолёта Ми-8АМТ являются: сертифицированные вертолёты Ми-171, Ми-171А, Ми-171А1, Ми-171А2, вертолёт Ми-171Е, являющийся экспортной версией Ми-8АМТ, военно-транспортный вертолёт Ми-8АМТШ и его экспортная версия Ми-171Ш.
Вертолёт Ми-8АМТШ, разработанный ОКБ им. Миля, может быть оснащён комплексом управляемого ракетного вооружения «Штурм-В» с управляемыми ракетами 9М114 или 9М120 (до восьми штук). В номенклатуру бортового вооружения также входят до шести авиационных бомб калибром 250 кг, до четырёх блоков Б8В20-В с 80-миллиметровыми неуправляемыми ракетами С-8, до двух унифицированных пушечных контейнеров УПК-23-250 с 23-миллиметровыми пушками ГШ-23Л, а также до двух пулемётов калибром 7,62 мм в носовой и кормовой установках. В грузовой кабине предусмотрено шесть шкворневых установок для крепления оружия десантников. Кабина вертолёта адаптирована для применения очков ночного видения. В 1996 году Ми-8АМТШ успешно прошёл испытания, после чего начались первые экспортные поставки под обозначением Ми-171Ш. Ми-171Ш поставили на своё вооружение целый ряд стран Юго-Восточной Азии, Ближнего Востока, Северной Африки, Латинской Америки, Восточной Европы (в том числе и страны из блока НАТО), а также страны СНГ. Начиная с 2010 года вертолёт Ми-8АМТШ стал поступать на вооружение военно-воздушных сил России. На базе Ми-8АМТШ в 2012 — 2014 годах были разработаны и запущены в серийное производство модификации Ми-8АМТШ-В и Ми-8АМТШ-ВА. Ми-8АМТШ-В отличается новыми газотурбинными двигателями ВК-2500-03 производства АО «Климов», более мощной вспомогательной силовой установкой ТА-14 производства "АО "НПП Аэросила" и обновлённым комплектом авионики. Вертолёт Ми-8АМТШ-ВА имеет ряд конструктивных особенностей, обеспечивающих возможность его эксплуатации в условиях низких температур северных и арктических регионов страны.
В 2005 году Улан-Удэнский авиационный завод начал производство грузопассажирских вертолётов Ми-171А1. Данный вертолёт разрабатывался на базе вертолёта Ми-171. Вертолёт прошёл процедуру сертификации в авиарегистре Бразилии СТА, требования которого соответствуют авиационным правилам FAR-29. Также в 2000-е и начале 2010-х годов завод по кооперации с Иркутским авиационным заводом производил агрегаты механизации крыла самолёта-амфибии Бе-200.
С 2012 года завод начал освоение производства вертолёта Ми-171А2, являющегося глубокой модернизацией вертолёта Ми-171А1. В отличие от вертолёта Ми-171А1, вертолёт Ми-171А2 оснащён усовершенствованными двигателями ВК-2500ПС, модернизированной трансмиссией, новой несущей системой, включающей в себя композитные лопасти несущего винта и X-образный рулевой винт с лопастями из композитных материалов, а также модернизированным комплексом БРЭО КБО-17 разработки АО "УКБП" с приборной панелью, выполненной по принципу «стеклянной кабины». Ми-171А2 обладает улучшенными лётно-техническими и эксплуатационными характеристиками, а за счёт высокого уровня автоматизации позволяет снизить численность экипажа с трёх до двух человек. В перспективе вертолёт Ми-171А2 и его модификации должны прийти на смену вертолётам семейства Ми-8/171. Первый опытный образец вертолёта Ми-171А2 приступил к лётным испытаниям в ноябре 2014 года. 15 августа 2017 года АО "Московский вертолётный завод имени М. Л. Миля" получило Сертификат типа на средний многоцелевой вертолёт Ми-171А2 в конвертируемом варианте. Получение документа открыло возможность начала поставок машины коммерческим заказчикам. На сегодняшний день сертификат Ми-171А2 валидирован в Индии и Колумбии. Начиная с 2018 года началось изготовление и поставка российским и зарубежным заказчикам вертолётов Ми-171А2.
В 2017 году на заводе началась подготовка к освоению дублирующего производства лёгкого многоцелевого вертолёта Ка-226Т , который в настоящее время производится в АО "КумАПП". Данная задача поставлена управляющей компанией АО «Вертолёты России» в рамках готовящегося к подписанию контракта на поставку 200 Ка-226Т для вооружённых сил Индии. В 2019 году завод начал подготовку к серийному производству вертолёта Ми-171А3, являющегося модификацией вертолёта Ми-171А2, предназначенной для выполнения полётов на морские буровые платформы. На авиасалоне МАКС-2021 состоялся показ первых опытных образцов вертолётов Ка-226Т и Ми-171А3. С 2022 года начались испытательные полеты Ми-171А3. К 2024 году изготовлены два лётных образца Ми-171А3, которые участвуют в сертификационных испытаниях.

## Собственники и руководство
Состав акционеров АО «У-УАЗ» на 30.09.2016 года:
100 % — АО «Вертолёты России».
Председатель совета директоров АО «У-УАЗ»  — Павел Михайлович Осин до июня 2016 года, с июля 2016 года — Вячеслав Владимирович Козлов.
Управляющий директор АО «У-УАЗ» (1998-2021) — Белых, Леонид Яковлевич. С 1 июля 2021 года управляющим директором предприятия является Козлов Алексей Владимирович.

## Деятельность
Кроме изготовления вертолётов завод также осуществляет производство и поставку авиационно-технического имущества и запасных частей к вертолётам типа Ми-8/Ми-171 и некоторым другим ранее выпускавшимся летательным аппаратам, агрегатов и компонентов самолётов Як-130, Як-152 и Су-25СМ для поставки в порядке кооперации предприятиям самолётостроительного холдинга.
Также в АО «У-УАЗ» создан учебный Центр переподготовки инженерно-технического и лётного состава организаций, эксплуатирующих вертолёты Ми-171. Учебный центр имеет комплексный тренажёр вертолёта Ми-171 с системой визуализации.
В настоящее время АО «У-УАЗ» обладает мощным кадровым, производственным и технологическим потенциалом, который позволяет за короткий период времени осваивать производство новых типов летательных аппаратов, сочетать изготовление опытных образцов с выпуском серийной авиатехники.
Показатели предприятия:
| Показатели      | 2013 год тыс. руб. | 2014 год Тыс. руб. | прирост | прирост   |
| Показатели      | 2013 год тыс. руб. | 2014 год Тыс. руб. | %       | тыс. руб. |
| выручка         | 36 739 460         | 38 407 958         | 4,5 %   | 1 668 498 |
| валовая прибыль | 14 988 802         | 19 540 381         | 30,4 %  | 4 551 579 |
| EBITDA          | 10 586 600         | 16 799 836         | 58,7 %  | 6 213 236 |
| чистая прибыль  | 6 986 701          | 11 106 145         | 59,0 %  | 4 119 444 |
| чистые активы   | 23 142 790         | 31 250 283         | 35,0 %  | 8 107 493 |

## Санкции
Из-за аннексии Крыма и войны в Донбассе завод внесен в санкционный список стран Евросоюза и Украины
24 марта 2022 года, на фоне вторжения России на Украину, завод был внесен в санкционный список США как дочернее предприятие холдинга «Вертолёты России» и «за деятельность в военном секторе экономики России»
16 декабря 2022 года Евросоюз ввел расширенные санкции в отношении завода, так как производимые им вертолеты Ми-8АМТШ использовались вооруженными силами России во время агрессии против Украины. Следовательно, по мнению Евросоюза, завод отвечает за материальную поддержку действий, которые подрывают или угрожают территориальной целостности, суверенитету и независимость Украины Позднее к санкциям присоединилась Швейцария, Япония и Новая Зеландия.
22 августа 2023 года завод включён в санкционный список Канады против организаций российского военно-промышленного комплекса и предприятий «которые связаны с политикой Российской Федерации».

## Продукция
В настоящее время завод производит вертолеты:
- Ка-226Т[29] (на экспорт в Индию[30])
- Ми-8АМТШ-В
- Ми-8АМТШ-ВА
- Ми-8АМТШ (Ми-171Ш в экспортной версии)
- Ми-8АМТ (Ми-171Е в экспортной версии) в транспортном и VIP-варианте
- Ми-171 в транспортном и VIP-варианте
- Ми-171А2 в транспортном и VIP-варианте
- Ми-171А3

В настоящее время на заводе сохраняется возможность производства самолётов:
- Су-25УБ
- Су-25УБМ

Продукция завода поставляется в Российскую Федерацию, страны СНГ, Индию, страны Юго-Восточной Азии, Ближнего Востока, Африки, Латинской Америки, Южной Америки.

## Награды
Завод награждён Орденом Трудового Красного Знамени.
Завод отмечен благодарностью Президента России Владимира Путина за большой вклад в реализацию государственного оборонного заказа.
Завод получил приз «Гордость отечества», которым отмечен вертолёт Ми-171 в конкурсе «100 лучших товаров России».

## Известные люди
- В 1949—1952 годах на заводе работал Виктор Яшин — советский лётчик, Герой Советского Союза.
- До 1941 года на заводе работал Д. Ж. Жанаев — Герой Советского Союза.
- В 1966—1967 годах слесарем работал писатель В. Б. Гармаев.
- Писатель К. Г. Карнышев работал на заводе техником.
- В 1998—2000 годах должность заместителя генерального директора Улан-Удэнского авиационного завода занимал Мантуров, Денис Валентинович — с 2012 года министр промышленности и торговли РФ